# Брониці (Люблінське воєводство)
Брониці (пол. Bronice) — село в Польщі, у гміні Наленчув Пулавського повіту Люблінського воєводства.
Населення — 296 осіб (2011).

## Демографія
Демографічна структура станом на 31 березня 2011 року:
|          | Загалом | Допрацездатний вік | Працездатний вік | Постпрацездатний вік |
| -------- | ------- | ------------------ | ---------------- | -------------------- |
| Чоловіки | 149     | 28                 | 97               | 24                   |
| Жінки    | 147     | 27                 | 78               | 42                   |
| Разом    | 296     | 55                 | 175              | 66                   |